# Euphorbia beharensis
Euphorbia beharensis är en törelväxtart som beskrevs av Jacques Désiré Leandri. Euphorbia beharensis ingår i släktet törlar, och familjen törelväxter. IUCN kategoriserar arten globalt som sårbar.

## Underarter
Arten delas in i följande underarter:
- E. b. adpressifolia
- E. b. beharensis
- E. b. guillemetii
- E. b. squarrosa
- E. b. truncata

## Bildgalleri

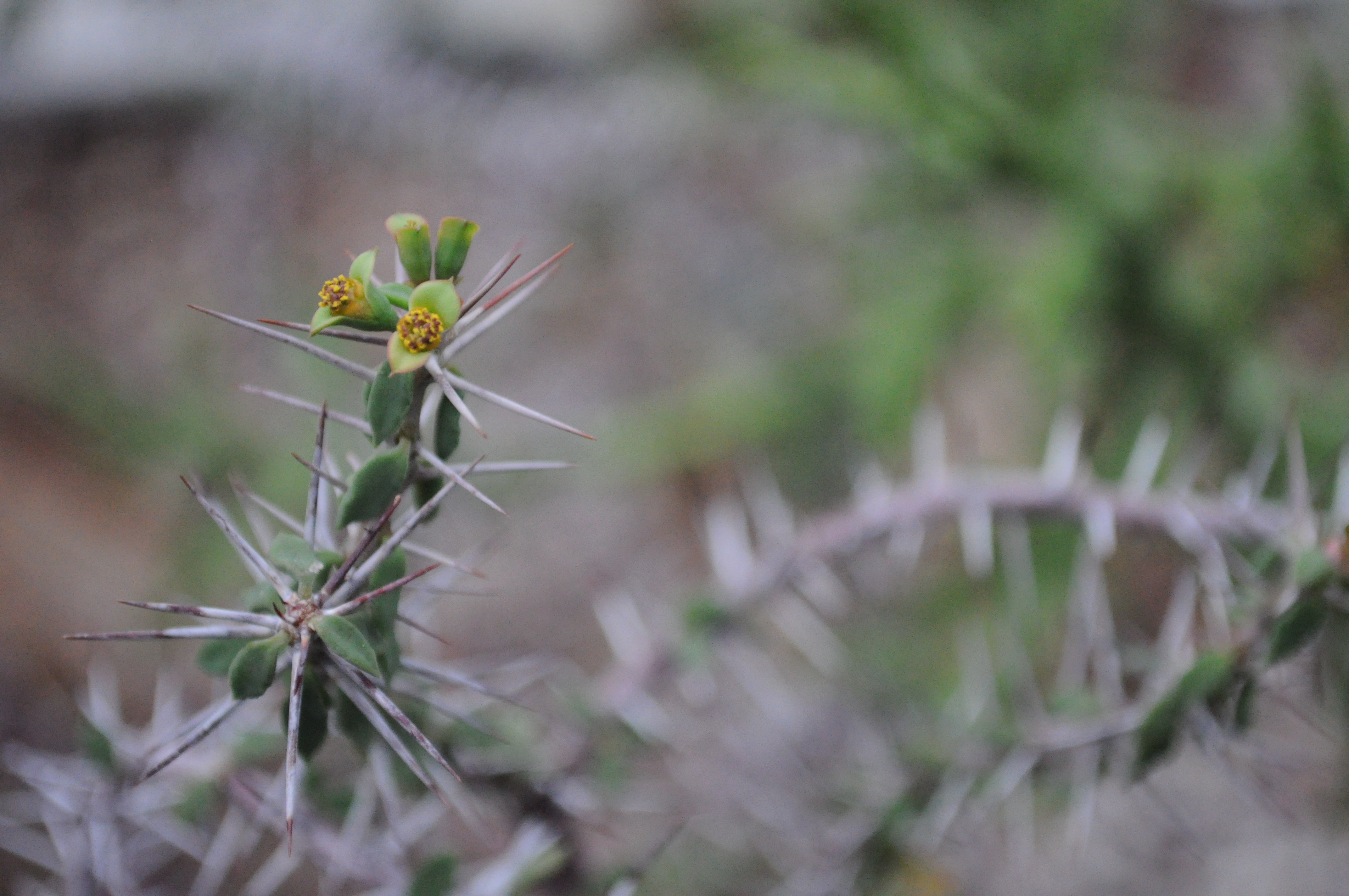
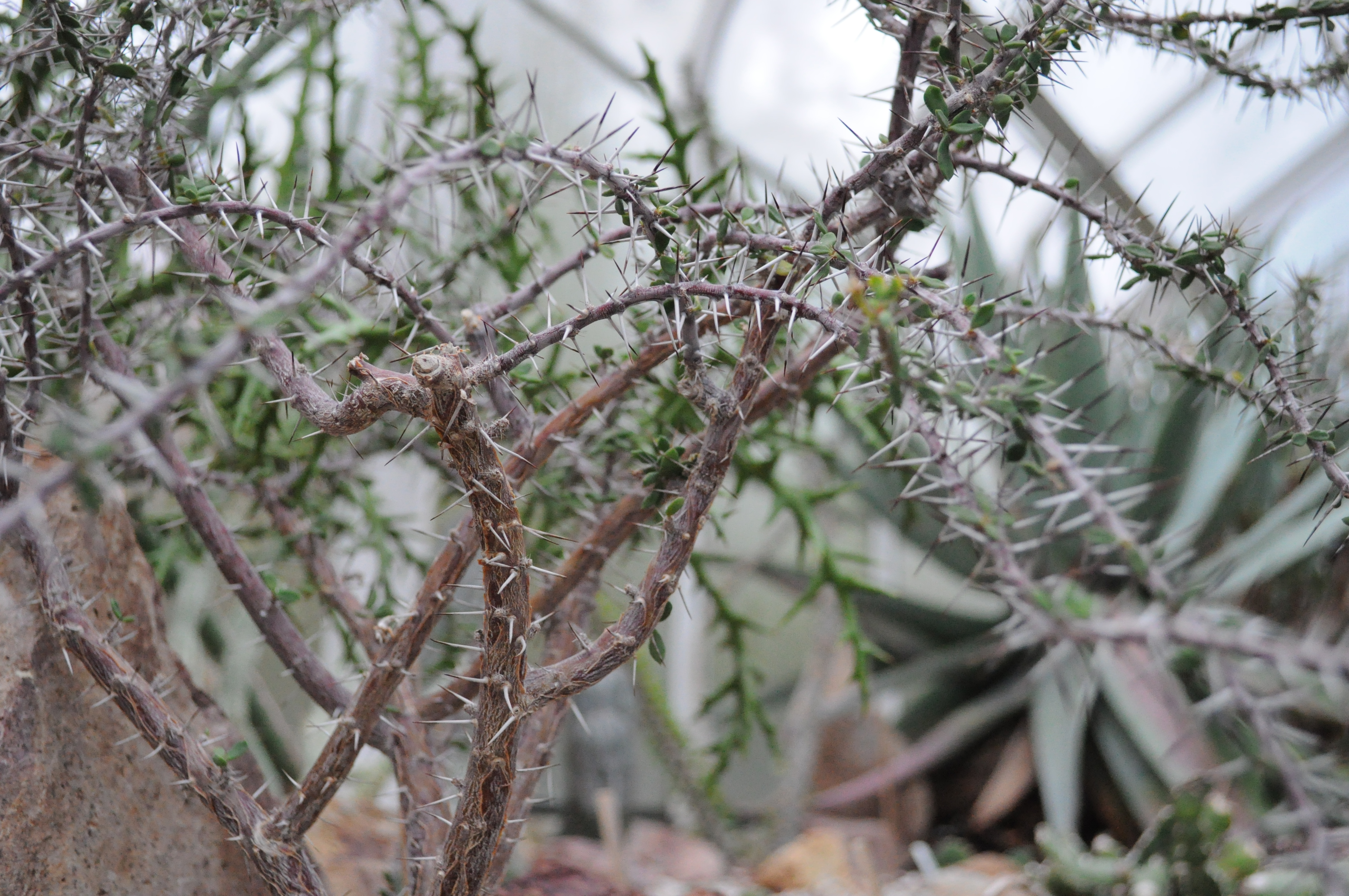